# Суржко, Александр Николаевич
Алекса́ндр Никола́евич Суржко́ (род. 5 июня 1988, Каунас, Литовская ССР) — профессиональный боец муай-тай из России. Мастер спорта по тайскому боксу, тренер. Побеждал на любительских и профессиональных турнирах по муай-тай и кикбоксингу.

## Биография
Александр ведет активный образ жизни. Кроме ударных видов спорта занимается футболом, регби и ездит на велосипеде. Однажды он участвовал в двухнедельном велотуре по Европе. Любит кино. Любимый фильм — «Брат якудзы».
На бои Суржко обычно приходит солидная группа поддержки — друзья, одноклубники по регби и футболу, а также болельщики московского клуба «Динамо», фанатом которого является Александр.

## Спортивная карьера
Дебют бойца на профессиональном ринге состоялся в 2009 году. В 2014 он выступал в Милане на грандиозном турнире «Легенда 3». На одном ринге с Александром на глазах у десяти тысяч зрителей бились такие именитые мировые спортсмены как Муртел Гроенхарт, Джабар Аскеров, Энди Сауэр, Ситтичаи Ситсонгпиинонг. Россиянин проиграл британской звезде смешанных боевых искусств Полу Дэйли.
По признанию Александра этот поединок был одним из самых запоминающихся эпизодов в его карьере. Кроме него ему хорошо запомнился его первый бой на родине муай-тай в Таиланде.
Суржко считается спортсменом, который умеет правильно работать с собственным весом при подготовке к поединкам. Он выступал в категории до 71 кг и до 77 кг. В карьере Александра был эксперимент, когда он сбрасывал 17 кг перед боем.

## Карьера тренера
Суржко руководит залом муай-тай «Комбат». В 2007 Александр пришел заниматься к Роману Насонову — заслуженному тренеру России и основателю этого клуба. В 2010 Александр сам стал преподавать и подготовил несколько выступающих спортсменов. Среди его учениц — Наталья Иванова (бронзовый призер чемпионата Европы, чемпионка России, обладательница Кубка России) и Гуреева Дарья (финалистка Кубка России).

## Титулы и достижения
Профессиональный спорт
- Победитель W5 Grand Prix Moscow 2014[11]
- Участник и победитель одного из этапов годового турнира W5 Fighter 2012 в весовой категории до 75 кг[12]
- Победитель Московского этапа Grand Prix Russia Open 2011 K-1[13]

Любительский спорт (турниры под эгидой IFMA)
- Серебряный призёр Кубка России по тайскому боксу 2011[14]
- Чемпион Московской области по тайскому боксу 2011[10]
- Обладатель Кубка Московской области по тайскому боксу 2011
- Чемпион Московской области по тайскому боксу 2013
- Победитель МГФСО по кикбоксингу в разделе К-1 2010[1]